# Sebastian Reich (Mathematiker)
Sebastian Reich (* 1963) ist ein deutscher Mathematiker und Hochschullehrer.
1986 schloss er als Diplomingenieur in Elektrotechnik und 1990 als Diplom-Mathematiker an der Technischen Universität Dresden ab. 1990 promovierte er zum Dr.-Ing. in Elektrotechnik. 1998 habilitierte er an der Freien Universität Berlin.
Zwischen 1998 und 2000 war er Lecturer an der University of Surrey in Guildford. Von 2000 bis 2002 war er Reader am Imperial College London und im Anschluss zwei Jahre Professor an der Universität. Seit 2004 ist er Professor für Numerische Mathematik an der Universität Potsdam und Leiter des Bereichs Computermathematik. Von 2013 bis 2020 hatte er eine Teilzeitprofessur an der University of Reading. Zeitweise war er Gastprofessor am Imperial College London.
Seine Fachgebiete sind numerische Mathematik und wissenschaftliches Rechnen. In Anerkennung seiner Leistungen auf dem Gebiet der computergestützten Differentialgleichungen und deren Anwendungen in den Bereichen Molekulardynamik-Simulation und Datenassimilation wurde er 2019 Fellow der Society for Industrial and Applied Mathematics (SIAM).
Sebastian Reich war von 2017 bis 2024 Sprecher des seit 2017 bestehenden Sonderforschungsbereichs SFB 1295 „Datenassimilation“. Im März 2023 wurde er einer der Direktoren der neu gegründeten Potsdamer Einheit des European Laboratory for Learning and Intelligent Systems (ELLIS), eines europaweiten Netzwerks zur Forschung mit künstlicher Intelligenz (KI).
Er ist einer der beiden wissenschaftlichen Chefherausgeber (Editors-in-Chief) der Fachzeitschrift SIAM/ASA Journal on Uncertainty Quantification.

## Publikationen (Auszug)

### Monografien
- Benedict Leimkuhler, Sebastian Reich: Simulating Hamiltonian Dynamics (= Cambridge Monographs on Applied and Computational Mathematics. Band 14). Cambridge University Press, 2005, ISBN 0-521-77290-7, doi:10.1017/CBO9780511614118 (379 S.).

### Zeitschriftenartikel
- Sebastian Reich: Backward Error Analysis for Numerical Integrators. In: SIAM Journal on Numerical Analysis. Band 36, Nr. 5, 1999, S. 1549–1570, doi:10.1137/S0036142997329797.
- Sebastian Reich: Multi-Symplectic Runge–Kutta Collocation Methods for Hamiltonian Wave Equations. In: Journal of Computational Physics. Band 157, Nr. 2, 2000, S. 473–499, doi:10.1006/jcph.1999.6372.
- Thomas J. Bridges, Sebastian Reich: Multi-symplectic integrators: numerical schemes for Hamiltonian PDEs that conserve symplecticity. In: Physics Letters. Band 284, Nr. 4–5, 2001, S. 184–193, doi:10.1016/S0375-9601(01)00294-8.
- Thomas J. Bridges, Sebastian Reich: Numerical methods for Hamiltonian PDEs. In: Journal of Physics. Band 39, Nr. 19, 2006, S. 5287–5320, doi:10.1088/0305-4470/39/19/S02.